# Susan Glasser
Susan B. Glasser (nacida el 14 de enero de 1969) es una periodista estadounidense y editora de noticias. Escribe la columna "Letter from Trump’s Washington" en The New Yorker, donde es una escritora de personal. Ha trabajado como editora de Politico durante el ciclo  electoral de 2016, siendo editora fundadora Politico Magazine, y editora jefa de la revista Foreign Policy, la cual ganó tres National Magazine Awards durante la estancia de Glasser. Antes de unirse a Foreign Policy, Glasser fue empleada durante una década en el Washington Post, donde editó el "Sunday Outlook" y secciones de noticias nacionales, colaboró en la cobertura del impeachment de Bill Clinton, cubrió las guerras en Irak y Afganistán, y sirvió como co-jefa de agencia.
Es autora, con su esposo Peter Baker, de Kremlin Rising: Vladimir Putin's Russia and the End of Revolution (2005) y The Man Who Ran Washington: The Life and Times of James A. Baker III (mayo de 2020). También están escribiendo un libro sobre la presidencia y el impeachment de Trump.

## Biografía
Glasser es la hija de Lynn (de soltera Schreiber) y Stephen Glasser (de ascendencia judía). Sus padres son los fundadores de un periódico legal semanal, Legal Times, y de una empresa editorial legal y comercial, Glasser Legal Works. Su abuelo, Melvin Glasser, supervisó las pruebas de campo de la vacuna contra la polio. Glasser se graduó con honores de la Universidad de Harvard, donde escribió para The Harvard Crimson .

## Vida personal
En septiembre de 2000, se casó con Peter Baker en una ceremonia civil. Su esposo es el corresponsal principal en la Casa Blanca del The New York Times.